# Лихачёв, Иван Фёдорович
Иван Фёдорович Лихачёв (31 марта 1826, Казанская губерния — 15 ноября 1907, Париж) — вице-адмирал (1874) русского флота, коллекционер искусства. Происходил из казанской ветви рода Лихачёвых. Старший брат археолога Андрея Лихачёва, способствовал сбережению его коллекции и созданию в Казани городского музея. Один из исследователей Дальнего Востока России, в его честь назван пролив в Тауйской губе и два мыса — в Анадырском заливе и заливе Петра Великого.
Член Русского и Французского Географических обществ, Международного института морских арбитров, Колумбийского общества, и других.

## Биография
Родился в родовом поместье Полянки-Никольское, Спасского уезда Казанской губернии, первенец и старший сын в семье. Когда Ивану было 9 лет, скончался его отец — отставной штаб-ротмистр Фёдор Семёнович Лихачёв (1795—1835). Он вырос под сильным духовным влиянием матери — Глафиры Ивановны, урождённой Панаевой; домашним учителем был выпускник Петербургского университета Константин Кузнецов. Ивана обучали «по курсам, употребляемым в Морском корпусе». В возрасте 13 лет он переехал в Петербург, поступив в Морской корпус. По окончании Морского корпуса в 1842 участвовал в плавании на фрегате «Паллада» на Балтийском море. В 1843 году гардемарин Лихачёв был произведён в мичманы и как отличник учёбы был оставлен при Морском офицерском классе.
В 1844 году был переведён на Чёрное море, где в 1845—1847 годах служил на шхуне «Забияка», откомандированной для нужд российского посольства в Стамбуле. Затем плавал на фрегате «Мидия», пароходе «Гонец», корабле «Варна». В 1848 году произведён в лейтенанты и возвращён в расположение Балтийского флота. В 1848—1849 плавал на Чёрном и Средиземном морях. В 1850 году на корвете «Оливуца» совершил плавание из Кронштадта на Дальний Восток, с октября 1851 года (после гибели прежнего командира) командовал этим корветом (в целом, на этом корвете им было совершено кругосветное плавание). В период пребывания в Охотском море, на Камчатке и в Русской Америке, занимался гидрометеорологическими исследованиями, разведкой якорных стоянок.
В марте 1853 года капитан-лейтенант Лихачёв по состоянию здоровья сдал командование корветом Н. Н. Назимову и из Аяна возвратился через Сибирь в Петербург, где временно получил должность помощника редактора журнала «Морской сборник». После начала Крымской войны, И. Ф. Лихачёв был назначен флаг-офицером начальника штаба Черноморского флота вице-адмирала В. А. Корнилова. На пароходофрегате «Бессарабия» 6 мая 1854 года Лихачев участвовал в бою с тремя английскими и французскими пароходами. Накануне оставления Севастополя (26 августа 1855 года) капитан 2-го ранга Лихачёв был сильно контужен в голову. За военные заслуги награждён орденами Св. Анны 2-й степени и Св. Станислава 2-й степени с мечами; в 30-летнем возрасте удостоен чина капитана 1 ранга.
В 1855 году был командирован для перевода трёх новых винтовых корветов («Удав», «Рысь» и «Зубр») на Черное море «в таком виде, чтобы они могли быть немедленно готовы на всякую деятельную службу». По прибытии на Черное море состоял начальником штаба при заведующем морской частью в Николаеве контр-адмирале Г. И. Бутакове.

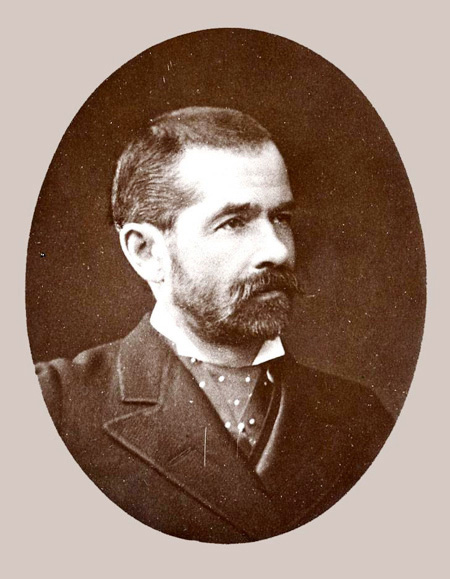
И. Ф. Лихачёв

10 марта 1858 года Лихачёв был назначен адъютантом генерал-адмирала Константина Николаевича, сделался членом Морского учёного и кораблестроительного технического комитета. В январе 1859 года он подал генерал-адмиралу «Записку о состоянии русского флота», в которой доказывал необходимость дальних плаваний судов российского флота и образования в морях Дальнего Востока самостоятельной эскадры. Основываясь на опыте прошедшей Крымской войны, Лихачёв предложил при строительстве нового флота сосредоточить усилия на постройке «блиндированных» фрегатов и приступить к созданию броненосного флота.
Поводом к реализации предложений Лихачёва послужили события в Китае 1858—1860 годов, когда, не удовлетворившись результатом Тяньцзинских договоров 1858 года, правящие круги Англии и Франции предприняли попытку силой оружия установить полный военно-политический контроль над Китаем.
В начале января 1860 года в Особом комитете под председательством Александра II решено было собрать в китайских водах эскадру под командованием И. Ф. Лихачёва. 31 января он отправился на пассажирском пароходе из Марселя в Шанхай. Там он зафрахтовал французский пароход «Реми» и вышел на нём в Хакодате. В этом порту Лихачев застал лишь клипер «Джигит», на котором выполнялся ремонт одного из котлов, и транспорт «Японец». В русском консульстве Ивану Федоровичу рассказали о повышенном интересе англичан и французов к заливу Посьета. Не ожидая прибытия остальных кораблей из Николаевска-на-Амуре, И. Ф. Лихачёв 11 апреля занял Залив Посьета и высадил там военный пост. 13 апреля он отбыл в Печилийский залив на формирование эскадры.

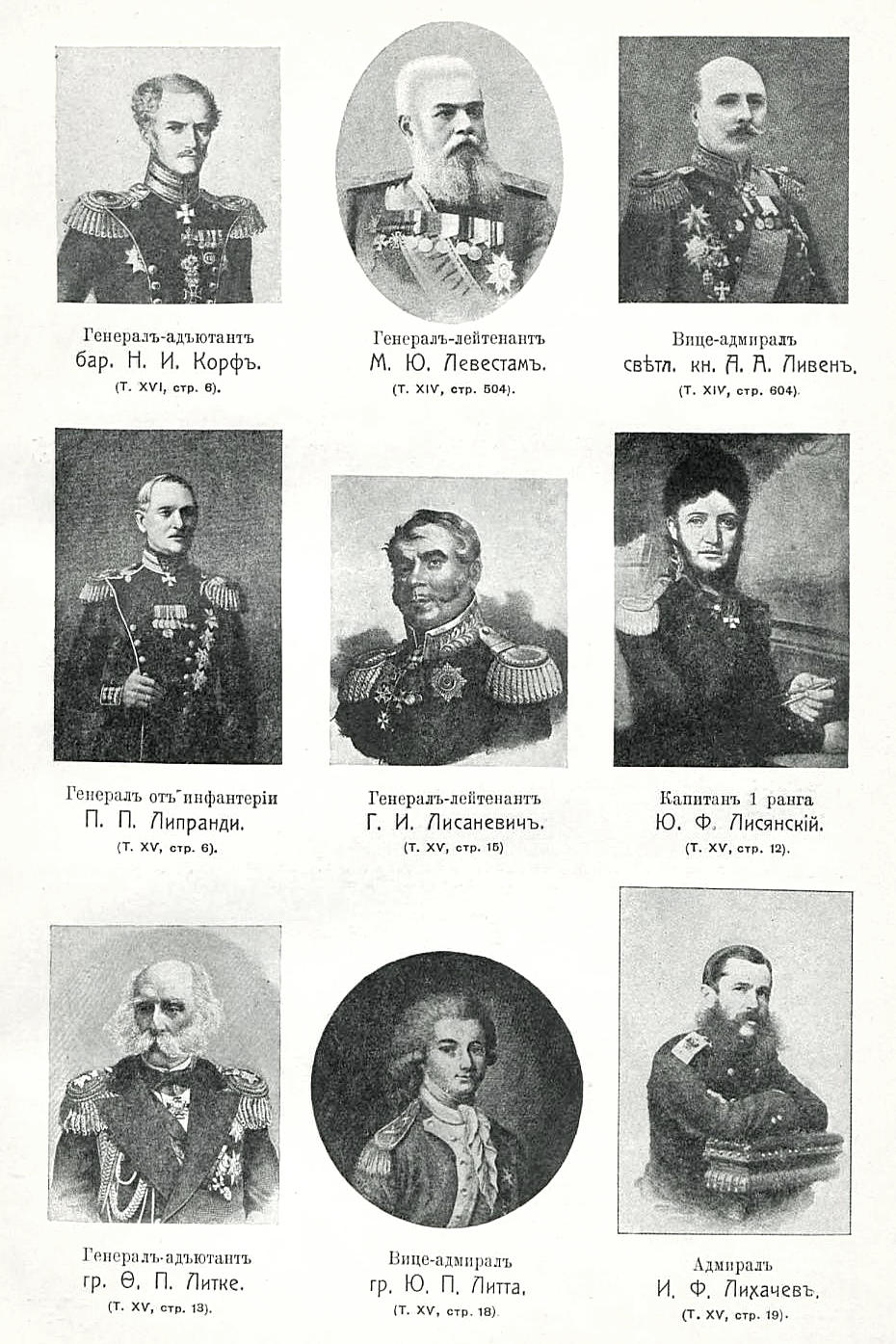
Фото из «Военной энциклопедии»

2 ноября 1860 года был заключён Пекинский договор, по которому неразграниченная ранее территория Уссурийского края и Амурской области отходила к России. В ознаменование заслуг И. Ф. Лихачёву был присвоен в 35 лет чин контр-адмирала и вручен орден Св. Владимира 3-й степени.
Лихачёв выступил с инициативой основания незамерзающей военно-морской базы на островах Цусима, но из-за недоверия в правящих кругах, потребовал отставки. Она не была удовлетворена, Лихачёва отправили в резерв, после чего он выехал в Европу, официально — «для поправки здоровья». В 1863 году Иван Фёдорович возвратился на действительную службу и возглавил броненосный отряд на Балтийском море. Итогом работы явились «Обзор практического плавания броненосных судов» (1864 год) и «Памятка об обязанностях флаг-офицеров».
За усердие, проявленное при организации броненосной эскадры. И. Ф. Лихачёва наградили орденами Святого Станислава и Святой Анны 1-й степени с мечами. В 1867 году Ивана Фёдоровича сменил адмирал Г. И. Бутаков, для контр-адмирала объединили посты морских агентов (военно-морских атташе) в Лондоне и Париже. За многолетнюю службу на этом посту он был награждён орденом Святого Владимира 2-й степени, чином вице-адмирала (1874), орденом Белого Орла, орденом Св. Александра Невского, однако все его предложения остались нереализованными.
В 1882 году Иван Фёдорович Лихачёв получил предложение занять место председателя Морского технического комитета, но ответил прошением об отставке. Он был уволен со службы в 1883 году с мундиром и пенсией, в возрасте 57 лет. Располагая обширным состоянием и не имея семьи, И. Ф. Лихачёв уехал в Париж, где занялся коллекционированием предметов искусства, изучением языков. В то же время он не порвал связи с флотом, занялся научной работой, старался знакомить русских морских офицеров со всеми полезными для них новинками, появлявшимися за границей, рецензировал и переводил на русский язык труды иностранных морских специалистов, изобретателей, флотоводцев.
Поражение в войне с Японией и разгром флота стали серьёзным потрясением для адмирала. Он скончался 15 ноября 1907 года в Париже, завещав свою коллекцию и библиотеку в дар родному городу. Тело покойного было доставлено на родину и погребено в монастыре в Свияжске. Ныне могила утрачена.

## Научная деятельность
В 1884—1885 годах в «Морском сборнике» опубликовал статьи «Военные суда будущего», «Практические приемы вычисления водоизмещения и остойчивости». В журнале «Русское судоходство» (1888, № 24) опубликовал работу «Служба Генерального штаба во флоте», в которой первым в России высказал идею создания Морского генерального штаба, органа для решения оперативно-стратегических вопросов. Серьёзно занимался археологией, знал несколько иностранных языков, увлекался историей церковно-славянского и русского языков.